# Tijana Bogićević
Tijana Bogićević (kyrillisk: Тијана Богићевић; født 1. november 1981 i Novi Sad) er en serbisk sanger og musiker. Hun beskæftiger sig indefor pop og R&B musik. Hun repræsenterede Serbien i Eurovision Song Contest 2017, hvor hun opnåede en 11. plads i semifinalen, og derfor ikke kvalificerede sig videre til finalen. 

## Diskografi

### Singler
| Title                           | Year | Album            |
| ------------------------------- | ---- | ---------------- |
| "Pazi šta radiš"                | 2009 | Non-album single |
| "Tražim"                        | 2010 | Non-album single |
| "Čudo"                          | 2013 | Non-album single |
| "Još jednom" (med Aleksa Jelić) | 2014 | Non-album single |
| "Tijanina"                      | 2015 | Non-album single |